# Rafael Trujillo (velejador)
Rafael Joaquín Trujillo Villar (La Línea de la Concepción, 14 de dezembro de 1975) é um velejador espanhol, medalhista olímpico. Ele ganhou a Copa Ouro da Finlândia uma vez e competiu em quatro Jogos Olímpicos consecutivos, ganhando uma medalha de prata em  na classe Finn. Ele navegou com +39 Challenge na Louis Vuitton Cup de 2007.